# Costa Rica en la Copa Mundial de Fútbol de 2014
La Selección de fútbol de Costa Rica fue una de las 32 selecciones que participó en la Copa Mundial de Fútbol de 2014. Esta fue su Vigésima Segunda participación en mundiales -la primera fue Uruguay 1930- y la mejor presentación dado que por primera vez alcanzó los cuartos de final adicionando el hecho que no perdió ningún partido en tiempo reglamentario, ya que quedó eliminada por tanda de penales. Tras clasificar en primer lugar en un grupo con tres excampeones del mundo y su buen rendimiento, Costa Rica fue catalogada como la «sorpresa» de la competición.
El equipo centroamericano logró la distinción de la FIFA por el mejor jugador en cada uno de los cinco partidos que jugó. El portero Keylor Navas obtuvo tres, mientras los delanteros Joel Campbell y Bryan Ruiz ganaron uno. Además, el arquero Navas fue uno de los tres postulados por el premio al mejor portero del Mundial, el guante de oro.
La selección costarricense clasificó en primer lugar del grupo D tras ganar 1-3 ante Uruguay,por 0-1 frente a Italia y empatar 0-0 ante Inglaterra. En la siguiente fase (octavos de final), los costarricenses empataron ante Grecia y ganaron en la tanda de penales 5-3. Por último, fueron eliminados ante Países Bajos después de empatar 0-0 y ser eliminados 4-3 en penales. El técnico de Países Bajos, Louis van Gaal, realizó casi al final del partido un inusual cambio de porteros solo para los penales.

## Clasificación
Costa Rica ingresó directamente en la Tercera Ronda de las eliminatorias por ser una de las 6 selecciones de la Concacaf mejor ubicadas en el ranking mundial FIFA de marzo de 2011. Enmarcado en el grupo B junto a México, El Salvador y Guyana terminó en segundo lugar por detrás de México clasificándose para la Cuarta Ronda (Hexagonal final) de las eliminatorias.
En el Hexagonal Final terminó su participación en las eliminatorias en segundo lugar. Previamente Costa Rica ya había asegurado su presencia en el mundial, con dos partidos de antelación, al empatar 1 - 1 frente a Jamaica en Kingston y gracias al empate de Honduras y Panamá al cierre de la octava fecha del hexagonal final el 10 de septiembre de 2013.

### Tercera Ronda
| Equipo      | Pts | PJ | PG | PE | PP | GF | GC | Dif |
| ----------- | --- | -- | -- | -- | -- | -- | -- | --- |
| México      | 18  | 6  | 6  | 0  | 0  | 15 | 2  | 13  |
| Costa Rica  | 10  | 6  | 3  | 1  | 2  | 14 | 5  | 9   |
| El Salvador | 5   | 6  | 1  | 2  | 3  | 8  | 11 | -3  |
| Guyana      | 1   | 6  | 0  | 1  | 5  | 5  | 24 | -19 |

| Fecha                    | Lugar            |             |                        | Resultado |                        |             |
| ------------------------ | ---------------- | ----------- | ---------------------- | --------- | ---------------------- | ----------- |
| 8 de junio de 2012       | San José         | Costa Rica  | Bandera de Costa Rica  | 2:2 (2:1) | Bandera de El Salvador | El Salvador |
| 12 de junio de 2012      | Georgetown       | Guyana      | Bandera de Guyana      | 0:4 (0:2) | Bandera de Costa Rica  | Costa Rica  |
| 7 de septiembre de 2012  | San José         | Costa Rica  | Bandera de Costa Rica  | 0:2 (0:1) | Bandera de México      | México      |
| 11 de septiembre de 2012 | Ciudad de México | México      | Bandera de México      | 1:0 (0:0) | Bandera de Costa Rica  | Costa Rica  |
| 12 de octubre de 2012    | San Salvador     | El Salvador | Bandera de El Salvador | 0:1 (0:1) | Bandera de Costa Rica  | Costa Rica  |
| 16 de octubre de 2012    | San José         | Costa Rica  | Bandera de Costa Rica  | 7:0 (2:0) | Bandera de Guyana      | Guyana      |

### Cuarta Ronda (Hexagonal Final)
| Equipo         | Pts | PJ | PG | PE | PP | GF | GC | Dif |
| -------------- | --- | -- | -- | -- | -- | -- | -- | --- |
| Estados Unidos | 22  | 10 | 7  | 1  | 2  | 15 | 8  | 7   |
| Costa Rica     | 18  | 10 | 5  | 3  | 2  | 13 | 7  | 6   |
| Honduras       | 15  | 10 | 4  | 3  | 3  | 13 | 12 | 1   |
| México         | 11  | 10 | 2  | 5  | 3  | 7  | 9  | -2  |
| Panamá         | 8   | 10 | 1  | 5  | 4  | 10 | 14 | -4  |
| Jamaica        | 5   | 10 | 0  | 5  | 5  | 5  | 13 | -8  |

| Fecha                    | Lugar            |                |                           | Resultado |                           |                |
| ------------------------ | ---------------- | -------------- | ------------------------- | --------- | ------------------------- | -------------- |
| 6 de febrero de 2013     | Ciudad de Panamá | Panamá         | Bandera de Panamá         | 2:2 (2:1) | Bandera de Costa Rica     | Costa Rica     |
| 22 de marzo de 2013      | Commerce City    | Estados Unidos | Bandera de Estados Unidos | 1:0 (1:0) | Bandera de Costa Rica     | Costa Rica     |
| 26 de marzo de 2013      | San José         | Costa Rica     | Bandera de Costa Rica     | 2:0 (1:0) | Bandera de Jamaica        | Jamaica        |
| 7 de junio de 2013       | San José         | Costa Rica     | Bandera de Costa Rica     | 1:0 (1:0) | Bandera de Honduras       | Honduras       |
| 11 de junio de 2013      | Ciudad de México | México         | Bandera de México         | 0:0       | Bandera de Costa Rica     | Costa Rica     |
| 18 de junio de 2013      | San José         | Costa Rica     | Bandera de Costa Rica     | 2:0 (0:0) | Bandera de Panamá         | Panamá         |
| 6 de septiembre de 2013  | San José         | Costa Rica     | Bandera de Costa Rica     | 3:1 (2:1) | Bandera de Estados Unidos | Estados Unidos |
| 10 de septiembre de 2013 | Kingston         | Jamaica        | Bandera de Jamaica        | 1:1 (0:0) | Bandera de Costa Rica     | Costa Rica     |
| 11 de octubre de 2013    | San Pedro Sula   | Honduras       | Bandera de Honduras       | 1:0 (0:0) | Bandera de Costa Rica     | Costa Rica     |
| 15 de octubre de 2013    | San José         | Costa Rica     | Bandera de Costa Rica     | 2:1 (1:1) | Bandera de México         | México         |

### Goleadores
| Jugador            | Goles | PJ |
| ------------------ | ----- | -- |
| Álvaro Saborio     | 8     | 15 |
| Randall Brenes     | 3     | 8  |
| Bryan Ruiz         | 3     | 11 |
| Celso Borges       | 3     | 13 |
| Joel Campbell      | 3     | 15 |
| Diego Calvo        | 1     | 6  |
| Johnny Acosta      | 1     | 7  |
| Roy Miller         | 1     | 7  |
| José Miguel Cubero | 1     | 9  |
| Christian Bolaños  | 1     | 12 |
| Cristian Gamboa    | 1     | 12 |
| Michael Umaña      | 1     | 12 |

## Preparación

### Campamento Base
El 9 de diciembre de 2013 la Federación Costarricense de Fútbol ratificó a la ciudad de Santos como sede de su campamento base durante su estadía en la Copa del Mundo Brasil 2014, el anunció fue realizado por el alcalde de la ciudad Paulo Barbosa y por el presidente de la federación costarricense Eduardo Li. Costa Rica fue la segunda selección en confirmar su permanencia en Santos luego que México hiciera lo propio dos días antes.
La selección de Costa Rica se hospedó en el Hotel Méndez Plaza mientras que los entrenamientos los realizó en el Estadio Urbano Caldeira propiedad del club Santos y ubicado en el barrio Vila Belmiro.

### Amistosos previos
| 19 de noviembre de 2013 | Australia   | 1:0 (0:0) | Costa Rica | Sídney Football Stadium, Sídney, Australia                     |                                                                |
|                         | Kennedy 69' | Reporte   |            | Asistencia: 20,165 espectadores Árbitro(s): Hiroyoshi Takayama | Asistencia: 20,165 espectadores Árbitro(s): Hiroyoshi Takayama |

| 22 de enero de 2014 | Chile                                        | 4:0 (1:0) | Costa Rica | Estadio Francisco Sánchez Rumoroso, Coquimbo, Chile |                            |
|                     | Albornoz 13' · Hernández 50' 54' · Muñoz 79' | Reporte   |            | Árbitro(s): Mauro Vigliano                          | Árbitro(s): Mauro Vigliano |

| 25 de enero de 2014 | Costa Rica | 0:1 (0:1) | Corea del Sur | Los Angeles Memorial Coliseum, Los Ángeles, Estados Unidos  |                                                             |
|                     |            | Reporte   | Kim 10'       | Asistencia: 5,000 espectadores Árbitro(s): Baldomero Toledo | Asistencia: 5,000 espectadores Árbitro(s): Baldomero Toledo |

| 5 de marzo de 2014 | Costa Rica                 | 2:1 (1:0) | Paraguay  | Estadio Nacional, San José, Costa Rica                     |                                                            |
|                    | Campbell 44' · Saborío 73' | Reporte   | Gómez 86' | Asistencia: 10,000 espectadores Árbitro(s): Armando Castro | Asistencia: 10,000 espectadores Árbitro(s): Armando Castro |

| 2 de junio de 2014 | Costa Rica | 1:3 (1:0) | Japón                                   | Raymond James Stadium, Tampa, Estados Unidos |                         |
|                    | Ruiz 31'   | Reporte   | Endo 60' · Kagawa 80' · Kakitani 90'+2' | Árbitro(s): Chris Penso                      | Árbitro(s): Chris Penso |

| 6 de junio de 2014 | Costa Rica        | 1:1 (0:1) | Irlanda   | PPL Park, Chester, Estados Unidos                      |                                                        |
|                    | Borges 68' (pen.) | Reporte   | Doyle 18' | Asistencia: 7,000 espectadores Árbitro(s): Raúl Castro | Asistencia: 7,000 espectadores Árbitro(s): Raúl Castro |

## Lista de Jugadores
El 12 de mayo de 2014 el entrenador de la selección costarricense, Jorge Luis Pinto, presentó en rueda de prensa la lista provisional de 30 jugadores convocados. A su vez informó que 4 de esos convocados permanecerán como reservas, por lo tanto, en la preparación para el mundial solo participaron 26 jugadores de los cuales salieron los 23 seleccionados finales. La nómina definitiva de 23 jugadores quedó conformada el 30 de mayo.
| #     | Provincia | Nombre                 | Nombre en camiseta | Posición         | Edad             | PJ Sel           | G                | Club               |
| ----- | --------- | ---------------------- | ------------------ | ---------------- | ---------------- | ---------------- | ---------------- | ------------------ |
| 1     |           | Keylor Navas           | NAVAS K.           | Portero          | 27               | -                | -                | Levante            |
| 2     |           | Johnny Acosta          | ACOSTA J.          | Defensa          | 30               | -                | -                | Alajuelense        |
| 3     |           | Geancarlo González     | GONZALEZ G.        | Defensa          | 26               | -                | -                | Columbus Crew      |
| 4     |           | Michael Umaña          | UMAÑA M.           | Defensa          | 31               | -                | -                | Deportivo Saprissa |
| 5     |           | Celso Borges           | BORGES C.          | Centrocampista   | 26               | -                | -                | AIK                |
| 6     |           | Óscar Duarte           | DUARTE O.          | Defensa          | 25               | -                | -                | Club Brujas        |
| 7     |           | Christian Bolaños      | BOLAÑOS C.         | Centrocampista   | 30               | -                | -                | Copenhague         |
| 8     |           | Dave Myrie1            | MYRIE D.           | Defensa          | 26               | -                | -                | Herediano          |
| 9     |           | Joel Campbell          | CAMPBELL J.        | Delantero        | 22               | -                | -                | Olympiacos         |
| 10    |           | Bryan Ruiz             | RUIZ B.            | Delantero        | 29               | -                | -                | PSV Eindhoven      |
| 11    |           | Michael Barrantes      | BARRANTES M.       | Centrocampista   | 30               | -                | -                | Aalesund           |
| 12    |           | Waylon Francis         | FRANCIS W.         | Defensa          | 23               | -                | -                | Columbus Crew      |
| 13    |           | Óscar Esteban Granados | GRANADOS O.        | Centrocampista   | 22               | -                | -                | Herediano          |
| 14    |           | Randall Brenes         | BRENES R.          | Delantero        | 30               | -                | -                | Cartaginés         |
| 15    |           | Júnior Díaz            | DIAZ J.            | Defensa          | 30               | -                | -                | Maguncia 05        |
| 16    |           | Cristian Gamboa        | GAMBOA C.          | Defensa          | 24               | -                | -                | Rosenborg Ballklub |
| 17    |           | Yeltsin Tejeda         | TEJEDA Y.          | Centrocampista   | 22               | -                | -                | Deportivo Saprissa |
| 18    |           | Patrick Pemberton      | PEMBERTON P.       | Portero          | 32               | -                | -                | Alajuelense        |
| 19    |           | Roy Miller             | MILLER R.          | Defensa          | 29               | -                | -                | New York Red Bulls |
| 20    |           | Diego Calvo            | CALVO D.           | Centrocampista   | 23               | -                | -                | Vålerenga          |
| 21    |           | Marco Ureña            | UREÑA M.           | Delantero        | 24               | -                | -                | Kuban Krasnodar    |
| 22    |           | José Miguel Cubero     | CUBERO J.          | Centrocampista   | 27               | -                | -                | Herediano          |
| 23    |           | Daniel Cambronero      | CAMBRONERO D.      | Portero          | 26               | -                | -                | Herediano          |
| D. T. |           | Jorge Luis Pinto       | Jorge Luis Pinto   | Jorge Luis Pinto | Jorge Luis Pinto | Jorge Luis Pinto | Jorge Luis Pinto | Jorge Luis Pinto   |

Los siguientes jugadores formaron parte de la lista preliminar de 30 convocados que la Federación Costarricense de Fútbol envió a la FIFA, pero no fueron tomados en cuenta por el entrenador Jorge Luis Pinto al momento de elaborar la nómina definitiva de 23 jugadores que asistirán al mundial. Al mismo tiempo que anunciaba la lista provisional Pinto indicaba que cuatro jugadores de esa primera relación eran considerados como reservas y que no participarían de la preparación mundialista, estos eran los mediocampistas Ariel Rodríguez y Hanzell Arauz, el delantero Jairo Arrieta y el portero Esteban Alvarado. El 29 de mayo se informó que el experimentado delantero Álvaro Saborio fue descartado para jugar el mundial debido a una lesión en el pie derecho. Finalmente el 31 de mayo se conocieron los dos últimos descartes: Kendall Waston y Carlos Hernández. Heiner Mora formó parte inicialmente de la nómina definitiva, pero debido a una lesión tuvo que ser dado de baja y ser reemplazado.
| Nombre           | Posición       | Edad | PJ Sel | G | Club               |
| ---------------- | -------------- | ---- | ------ | - | ------------------ |
| Esteban Alvarado | Portero        | 25   | -      | - | AZ Alkmaar         |
| Kendall Waston   | Defensa        | 26   | -      | - | Deportivo Saprissa |
| Heiner Mora1     | Defensa        | 30   | -      | - | Deportivo Saprissa |
| Ariel Rodríguez  | Centrocampista | 28   | -      | - | Alajuelense        |
| Hansell Arauz    | Centrocampista | 25   | -      | - | Saprissa           |
| Carlos Hernández | Centrocampista | 32   | -      | - | Wellington Phoenix |
| Jairo Arrieta    | Delantero      | 30   | -      | - | Columbus Crew      |
| Álvaro Saborio   | Delantero      | 32   | -      | - | Real Salt Lake     |

## Participación

### Partidos
| Fecha       | Lugar          | Instancia        | Local        |                             | Resultado         |                       | Visitante  |
| ----------- | -------------- | ---------------- | ------------ | --------------------------- | ----------------- | --------------------- | ---------- |
| 14 de junio | Fortaleza      | Fase de grupos   | Uruguay      | Bandera de Uruguay          | 1:3 (1:0)         | Bandera de Costa Rica | Costa Rica |
| 20 de junio | Recife         | Fase de grupos   | Italia       | Bandera de Italia           | 0:1 (0:1)         | Bandera de Costa Rica | Costa Rica |
| 24 de junio | Belo Horizonte | Fase de grupos   | Costa Rica   | Bandera de Costa Rica       | 0:0               | Bandera de Inglaterra | Inglaterra |
| 29 de junio | Recife         | Octavos de final | Costa Rica   | Bandera de Costa Rica       | (5) 1:1 (3) (1:1) | Bandera de Grecia     | Grecia     |
| 5 de julio  | Salvador       | Cuartos de final | Países Bajos | Bandera de los Países Bajos | (4) 0:0 (3)       | Bandera de Costa Rica | Costa Rica |

### Grupo D
| Equipo     | Pts | PJ | PG | PE | PP | GF | GC | Dif |
| ---------- | --- | -- | -- | -- | -- | -- | -- | --- |
| Costa Rica | 7   | 3  | 2  | 1  | 0  | 4  | 1  | 3   |
| Uruguay    | 6   | 3  | 2  | 0  | 1  | 4  | 4  | 0   |
| Italia     | 3   | 3  | 1  | 0  | 2  | 2  | 3  | -1  |
| Inglaterra | 1   | 3  | 0  | 1  | 2  | 2  | 4  | -2  |

#### Uruguay vs. Costa Rica
| 14 de junio de 2014, 16:00 | Uruguay           | 1:3 (1:0) | Costa Rica                            | Estadio Castelão, Fortaleza                             |                                                         |
|                            | Cavani 23' (pen.) | Reporte   | Campbell 53' · Duarte 57' · Ureña 83' | Asistencia: 58 679 espectadores Árbitro(s): Felix Brych | Asistencia: 58 679 espectadores Árbitro(s): Felix Brych |

#### Italia vs. Costa Rica
| 20 de junio de 2014, 13:00 | Italia | 0:1 (0:1) | Costa Rica | Arena Pernambuco, Recife  |                           |
|                            |        | Reporte   | Ruiz 43'   | Árbitro(s): Enrique Osses | Árbitro(s): Enrique Osses |

#### Costa Rica vs. Inglaterra
| 24 de junio de 2014, 13:00 | Costa Rica | 0:0     | Inglaterra | Estadio Mineirão, Belo Horizonte |                             |
|                            |            | Reporte |            | Árbitro(s): Djamel Haimoudi      | Árbitro(s): Djamel Haimoudi |

### Octavos de final

#### Costa Rica vs. Grecia
| 29 de junio de 2014, 17:00 | Costa Rica                                  | 1:1 (1:1) (0:0) (t. s.)(5:3 p.) | Grecia                                           | Estadio Itaipava Arena Pernambuco, Recife |                          |
|                            | Ruiz 51'                                    | Reporte                         | Papastathopoulos 90'                             | Árbitro(s): Ben Williams                  | Árbitro(s): Ben Williams |
|                            |                                             | Tiros desde el punto penal      |                                                  |                                           |                          |
|                            | Borges · Ruiz · González · Campbell · Umaña |                                 | Mitroglou · Christodoulopoulos · Holebas · Gekas |                                           |                          |

### Cuartos de final

#### Países Bajos vs. Costa Rica
| 5 de julio de 2014, 17:00 | Países Bajos                          | 0:0 (t. s.)(4:3 p.)        | Costa Rica                                 | Arena Fonte Nova, Salvador                                  |                                                             |
|                           |                                       | Reporte                    |                                            | Asistencia: 51 179 espectadores Árbitro(s): Ravshan Irmatov | Asistencia: 51 179 espectadores Árbitro(s): Ravshan Irmatov |
|                           |                                       | Tiros desde el punto penal |                                            |                                                             |                                                             |
|                           | Van Persie · Robben · Sneijder · Kuyt |                            | Borges · Ruiz · González · Bolaños · Umaña |                                                             |                                                             |

## Estadísticas

### Participación de jugadores
| #  | Pos        | Jugador           | PJ (T/S) | Minutos Jugados | Goles recibidos | Atajos | Tarjetas Amarillas | Doble Tarjeta Amarilla y Roja | Tarjetas Rojas |
| -- | ---------- | ----------------- | -------- | --------------- | --------------- | ------ | ------------------ | ----------------------------- | -------------- |
| 1  | Guardameta | Keylor Navas 2°   | 5        | 510             | 2               | 21     | 1                  | -                             | -              |
| 18 | Guardameta | Patrick Pemberton | -        | -               | -               | -      | -                  | -                             | -              |
| 23 | Guardameta | Daniel Cambronero | -        | -               | -               | -      | -                  | -                             | -              |

| #  | Pos            | Jugador                | PJ (T/S) | Minutos Jugados | (P) | Asistencias | Tarjetas Amarillas | Doble Tarjeta Amarilla y Roja | Tarjetas Rojas |
| -- | -------------- | ---------------------- | -------- | --------------- | --- | ----------- | ------------------ | ----------------------------- | -------------- |
| 2  | Defensa        | Johnny Acosta          | 2        | 163             | -   | -           | 1                  | -                             | -              |
| 3  | Defensa        | Geancarlo González     | 5        | 510             | -   | -           | 2                  | -                             | -              |
| 4  | Defensa        | Michael Umaña          | 4        | 420             | -   | -           | 1                  | -                             | -              |
| 5  | Centrocampista | Celso Borges           | 5        | 498             | -   | -           | -                  | -                             | -              |
| 6  | Defensa        | Óscar Duarte           | 4        | 336             | 1   | -           | -                  | 1                             | -              |
| 7  | Centrocampista | Christian Bolaños      | 5        | 413             | -   | 2           | -                  | -                             | -              |
| 8  | Defensa        | Dave Myrie             | 1        | 41              | -   | -           | -                  | -                             | -              |
| 9  | Delantero      | Joel Campbell          | 5        | 415             | 1   | 1           | -                  | -                             | -              |
| 10 | Delantero      | Bryan Ruiz             | 5        | 494             | 2   | -           | 1                  | -                             | -              |
| 11 | Centrocampista | Michael Barrantes      | 2        | 13              | -   | -           | -                  | -                             | -              |
| 12 | Defensa        | Waylon Francis         | -        | -               | -   | -           | -                  | -                             | -              |
| 13 | Centrocampista | Óscar Esteban Granados | -        | -               | -   | -           | 1                  | -                             | -              |
| 14 | Delantero      | Randall Brenes         | 3        | 105             | -   | -           | -                  | -                             | -              |
| 15 | Defensa        | Júnior Díaz            | 5        | 510             | -   | 1           | 1                  | -                             | -              |
| 16 | Defensa        | Cristian Gamboa        | 5        | 426             | -   | 1           | -                  | -                             | -              |
| 17 | Centrocampista | Yeltsin Tejeda         | 5        | 395             | -   | -           | 1                  | -                             | -              |
| 19 | Defensa        | Roy Miller             | 1        | 90              | -   | -           | -                  | -                             | -              |
| 20 | Centrocampista | Diego Calvo            | -        | -               | -   | -           | -                  | -                             | -              |
| 21 | Delantero      | Marco Ureña            | 4        | 102             | 1   | -           | -                  | -                             | -              |
| 22 | Centrocampista | José Miguel Cubero     | 4        | 115             | -   | -           | 1                  | -                             | -              |